# 北長門海岸国定公園
北長門海岸国定公園（きたながとかいがんこくていこうえん）とは、山口県北部の萩市、阿武郡阿武町、長門市、下関市豊北町の海岸線を中心に指定された国定公園である。1955年（昭和30年）11月1日に国定公園の指定を受ける。
なお、かつては長門市西部（旧・油谷町）と下関市豊北町の区域は西長門海岸県立自然公園であったが、1997年（平成9年）9月に北長門海岸国定公園に編入されている。

## 主な見どころ

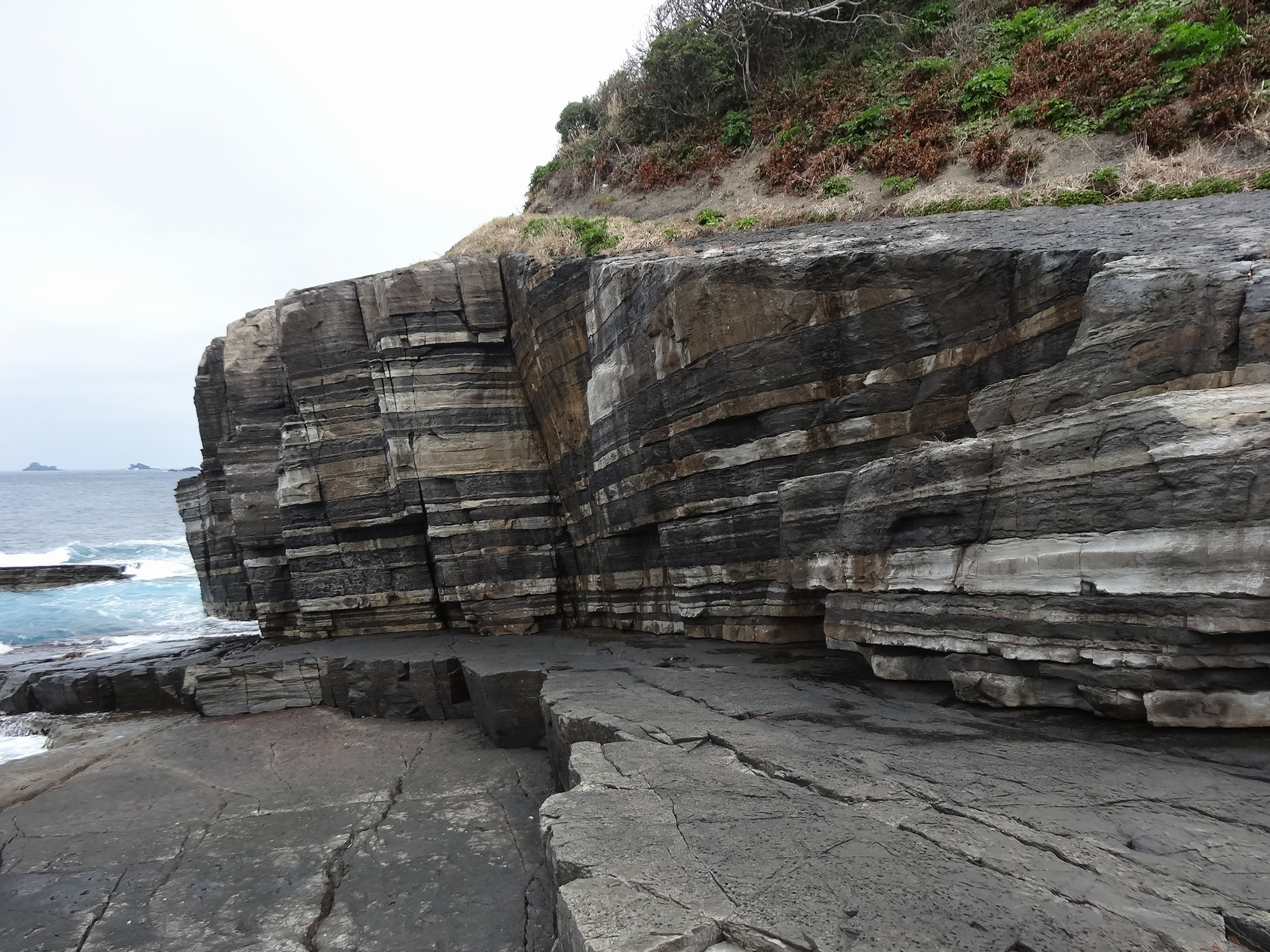
須佐湾
  - ホルンフェルス大断層
- 笠山
- 菊ヶ浜
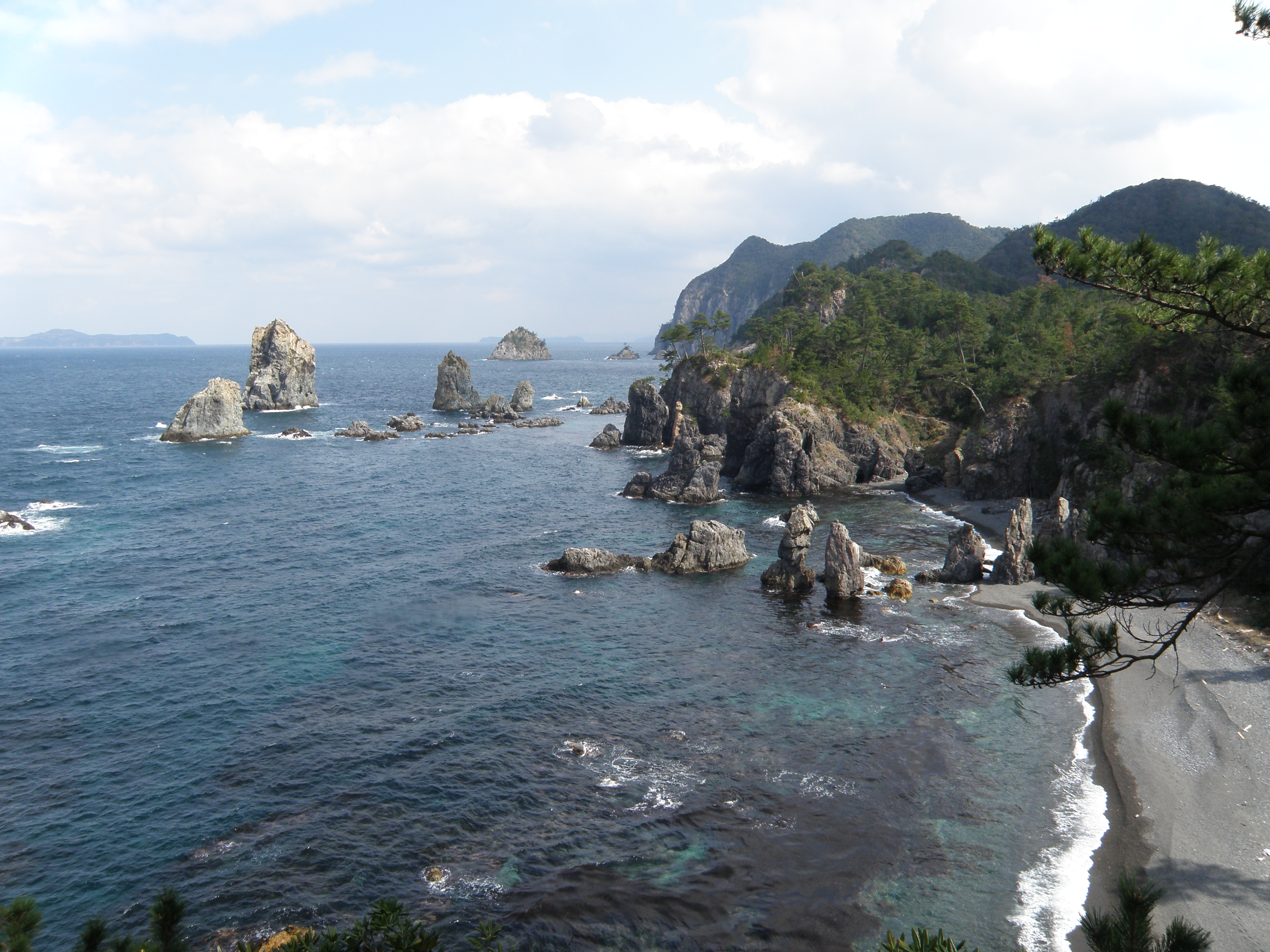
青海島
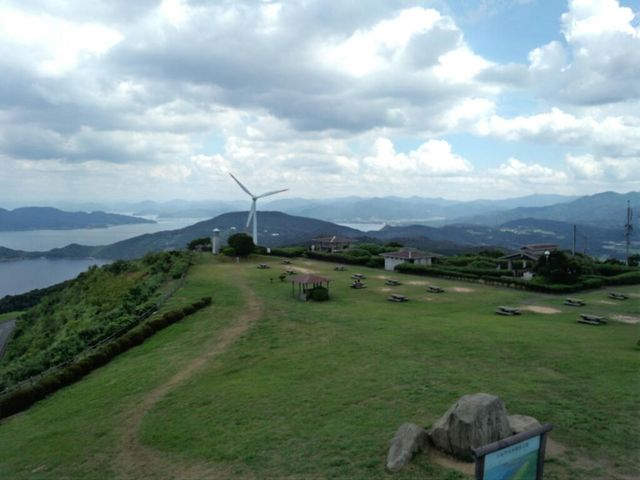
千畳敷
- 角島
- 阿武火山群
- 龍宮の潮吹（旧・油谷町）[5]

- 須佐ホルンフェルス、畳岩
- 青海島
- 千畳敷